# میسو

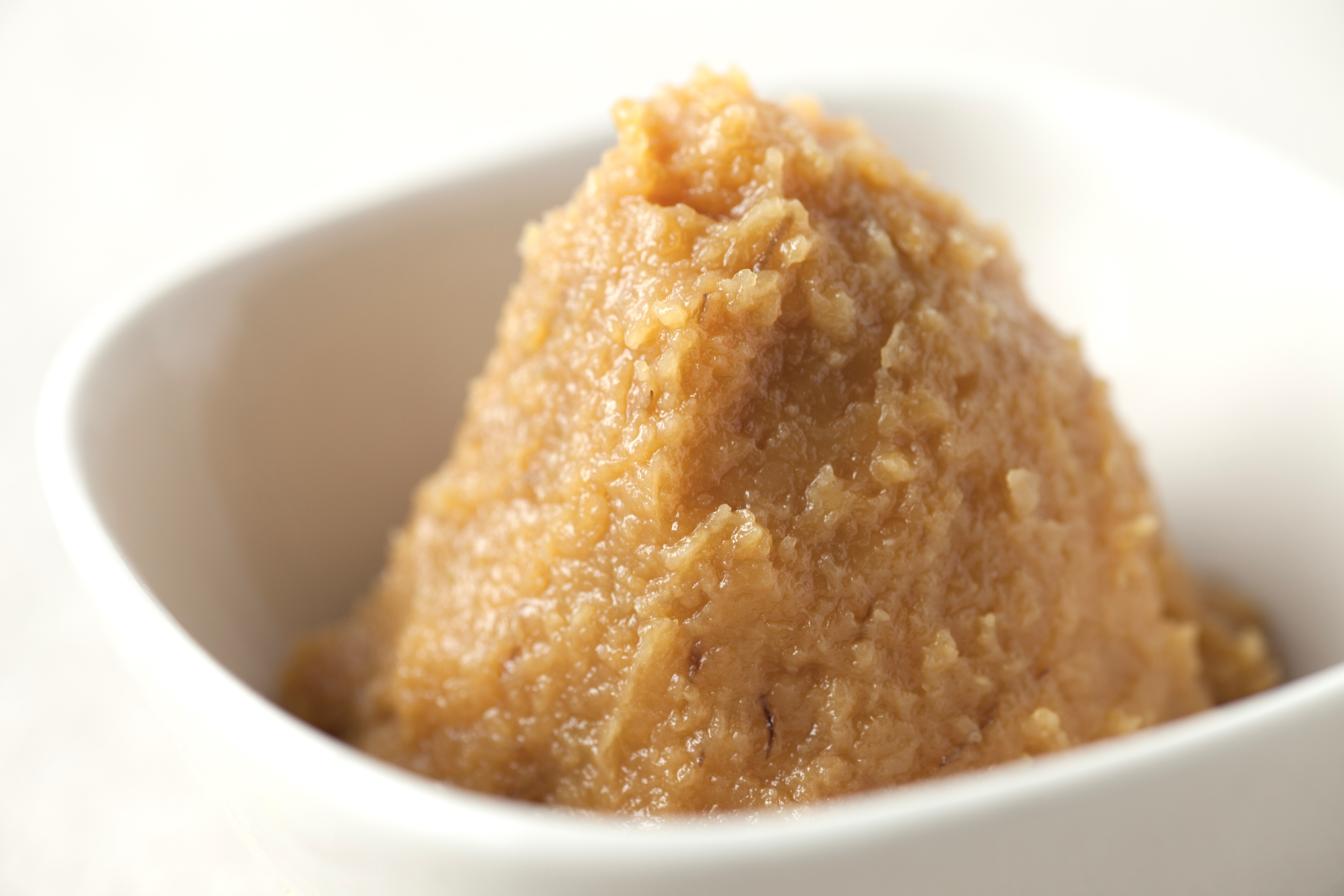
میسو

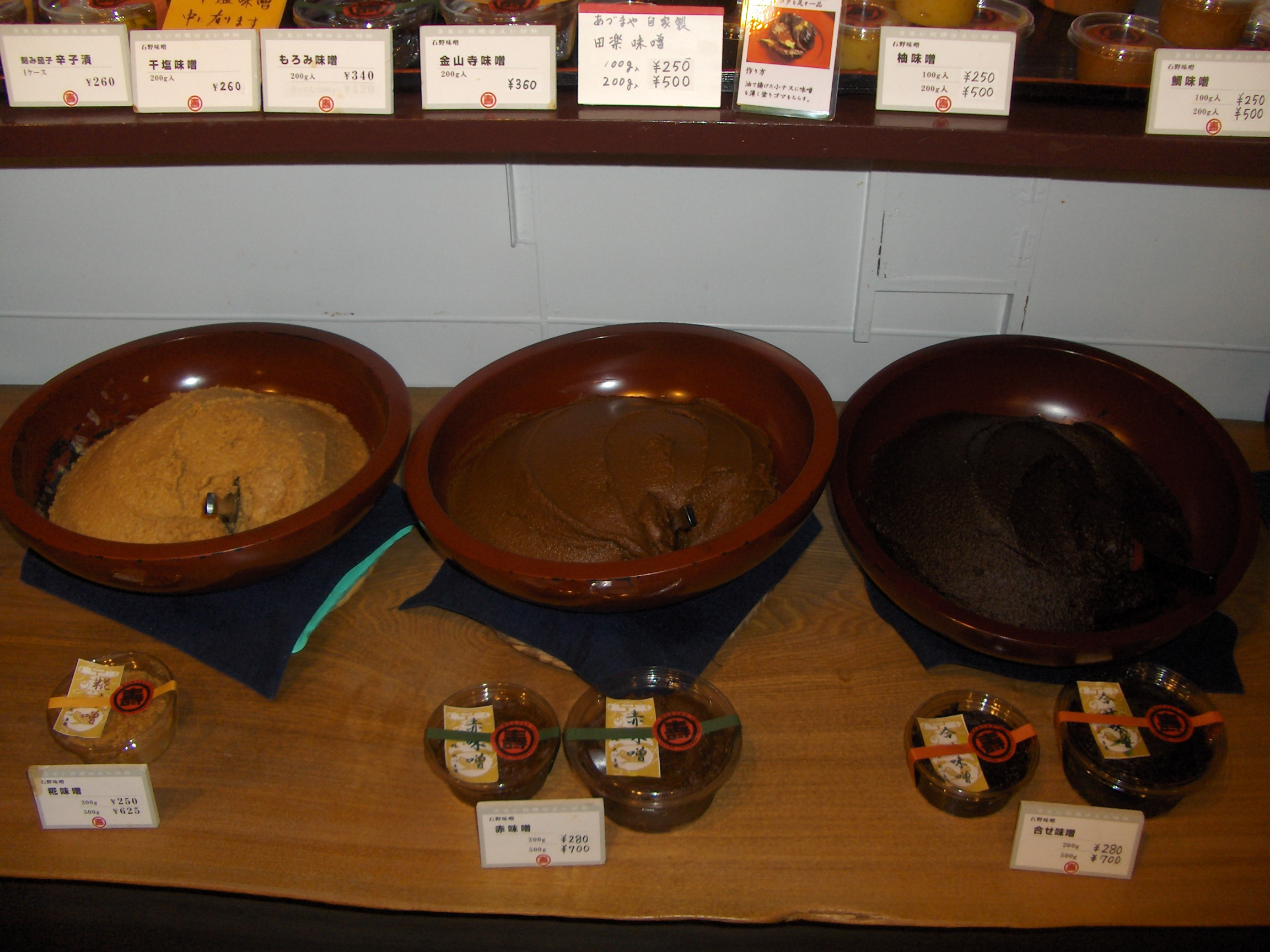
سه نوع مختلف میسو. دست چپ کوجی
میسو به رنگ روشن، میانی میسوی قرمز و دست راست میسوی مخلوط است.

میسو (به ژاپنی: 味噌 Miso) یا خمیر سویا یک نوع مادهٔ غذایی است که از تخمیر غلات به دست می‌آید. در ژاپن یکی از مواد طعم‌دهندهٔ اصلی غذا به‌شمار می‌رود و در سراسر جهان به عنوان مزهٔ ژاپنی شناخته شده‌است. امروزه با وجود مواد غذایی غنی‌ای که همراه با غذای اصلی صرف می‌شوند، میسو به عنوان یک چاشنی غذایی به‌شمار می‌آید اما در گذشته و در سنت غذایی ژاپن میسو منبع اصلی پروتئین بوده‌است. به‌ویژه پیش از میانه‌های دوره ادو به عنوان اوکازو یا غذای تکمیل‌کننده و همراه با غذای اصلی صرف می‌شده‌است.
مواد تشکیل دهندهٔ آن سویا، نمک و یک مخمر بدست‌آمده از برنج، گندم یا لوبیا هستند.

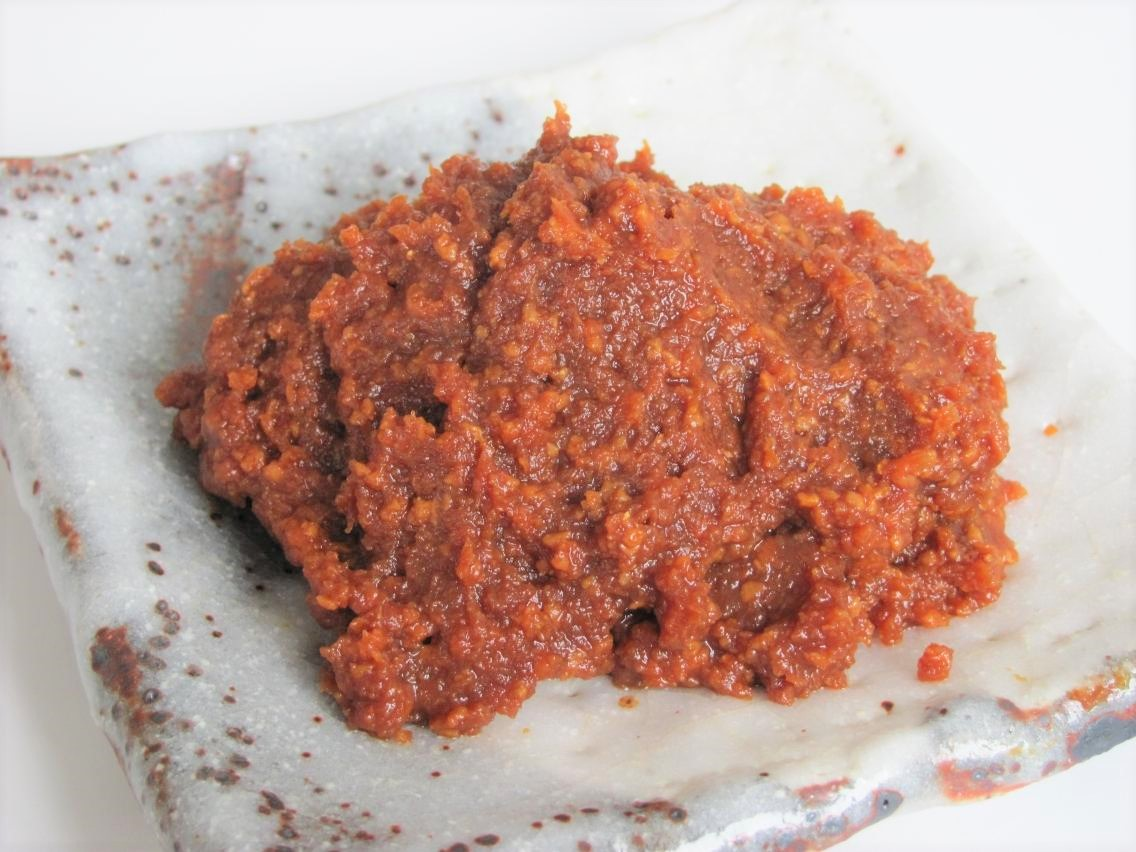
میسوی قرمز